# Салангана сірогуза
Саланга́на сірогуза (Collocalia marginata) — вид серпокрильцеподібних птахів родини серпокрильцевих (Apodidae). Ендемік Філіппін. Раніше вважався конспецифічним з білочеревою саланганою, однак був визнаний окремим видом.

## Опис
Довжина птаха становить 9-10 см. Спина і верхня сторона крил матово-сині з легким зеленим відблиском. Бліді краї пер на надхвісті формують світлу пляму. Горло і верхня частина грудей сірі, пера на них мають вузькі білі краї. Пера на нижній частині грудей і бока мають більш широкі сіруваті краї, на животі вони білі. Великий палець, направлений назад, покритий пір'ям. Порівняно зі спорідненими видами, у сірогузих саланган відсутні білі плями на внутрішніх опахалах стернових пер.

## Підвиди
Виділяють два підвиди:
- C. m. septentrionalis Mayr, 1945 — острови Бабуян[en], Калаян[en], Каміґуїн[de], Кларо і Фуґа[en];
- C. m. marginata Salvadori, 1882 — від центрального і південного Лусона до островів Міндоро, Панай, Негрос, Бохоль і Лейте.

## Поширення і екологія
Сірогузі салангани мешкають на півночі і в центрі Філіппінського архіпелагу. Вони живуть переважно у вологих тропічних лісах, серед скель. Гніздяться в печерах. Живляться комахами, яких ловлять в польоті.